# Corps des Marines des Philippines
Le Corps des Marines des Philippines (tagalog : Hukbong Kawal Pandagat ng Pilipinas) est une branche d’infanterie de marine de la Marine philippine, créée le 2 novembre 1950.

## Histoire

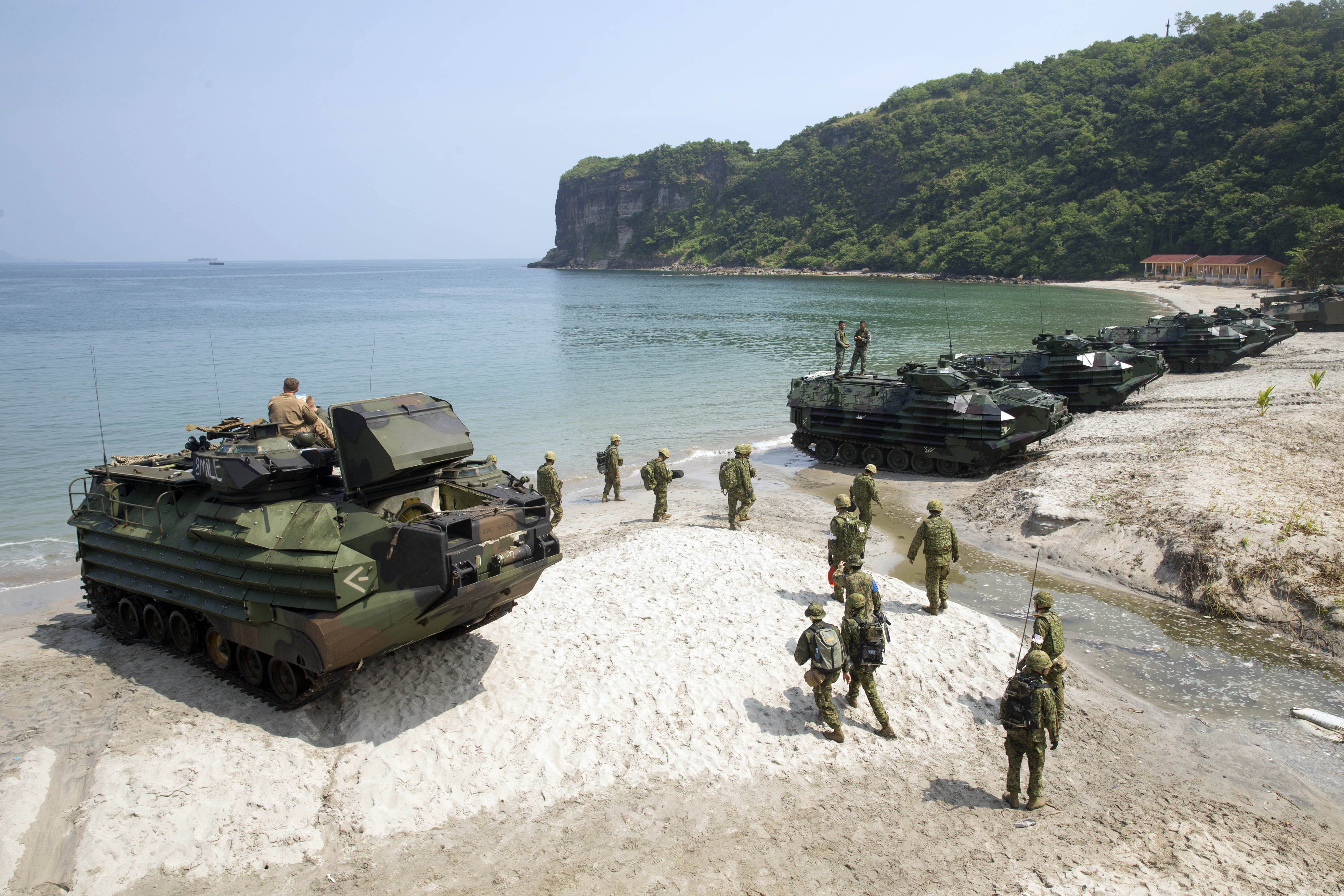
Des troupes philippines, japonaises et américaines et leurs AAV en 2018 lors de l'exercice KAMANDAG-3.

L’idée derrière la création d’un corps de Marines était de disposer d’une force d’intervention légère et réactive qui pourrait frapper la Hukbong Bayan Laban sa Hapon et tout autre organisation hors la loi n’importe où dans le vaste archipel. Prenant en compte la difficulté et la dangerosité du projet, seuls des volontaires sont acceptés dans cette unité, si bien que le premier groupe se compose de 6 officiers et 206 soldats, principalement des vétérans de la Seconde Guerre mondiale.
Le 1er aout 1952, la compagnie de Marines passe sous le commandement du Lieutenant Gregorio Lim, et commence ses opérations contre les dissidents de Nueva Ecija, Tarlac et la côte Est de l’ile de Luzon. Elle participe également à la sécurité des bâtiments de la marine philippine en visite en Corée, au Japon et à Bornéo. Le 7 novembre 1955, la décision est prise d’augmenter les effectifs et donc d’en faire un bataillon composé de deux compagnies. C’est cette date qui est choisie comme date anniversaire.
En août 1960, le bataillon devient une brigade et s’impose alors comme une unité majeure de la Force Navale Opérationnelle des Philippines. En juin 1976, l’entité dénommée jusqu'alors Philippine Marine Brigade est renommée Philippine Marines et commence à concentrer ses activités dans le sud de l’archipel afin de contrer l’émergence du MNLF.
Le 7 novembre 1995, le corps change une nouvelle fois de nom pour adopter celui de Philippine Marine Corps, constitué alors de trois brigades, d'un bataillon de reconnaissance, d'un centre d’entrainement, d'un groupe d’escorte et de brigades de réserves, et ce dans l’archipel philippin tout entier.
Les Marines philippins assurent aussi la garde d'honneur du Rizal Monument à Manille.

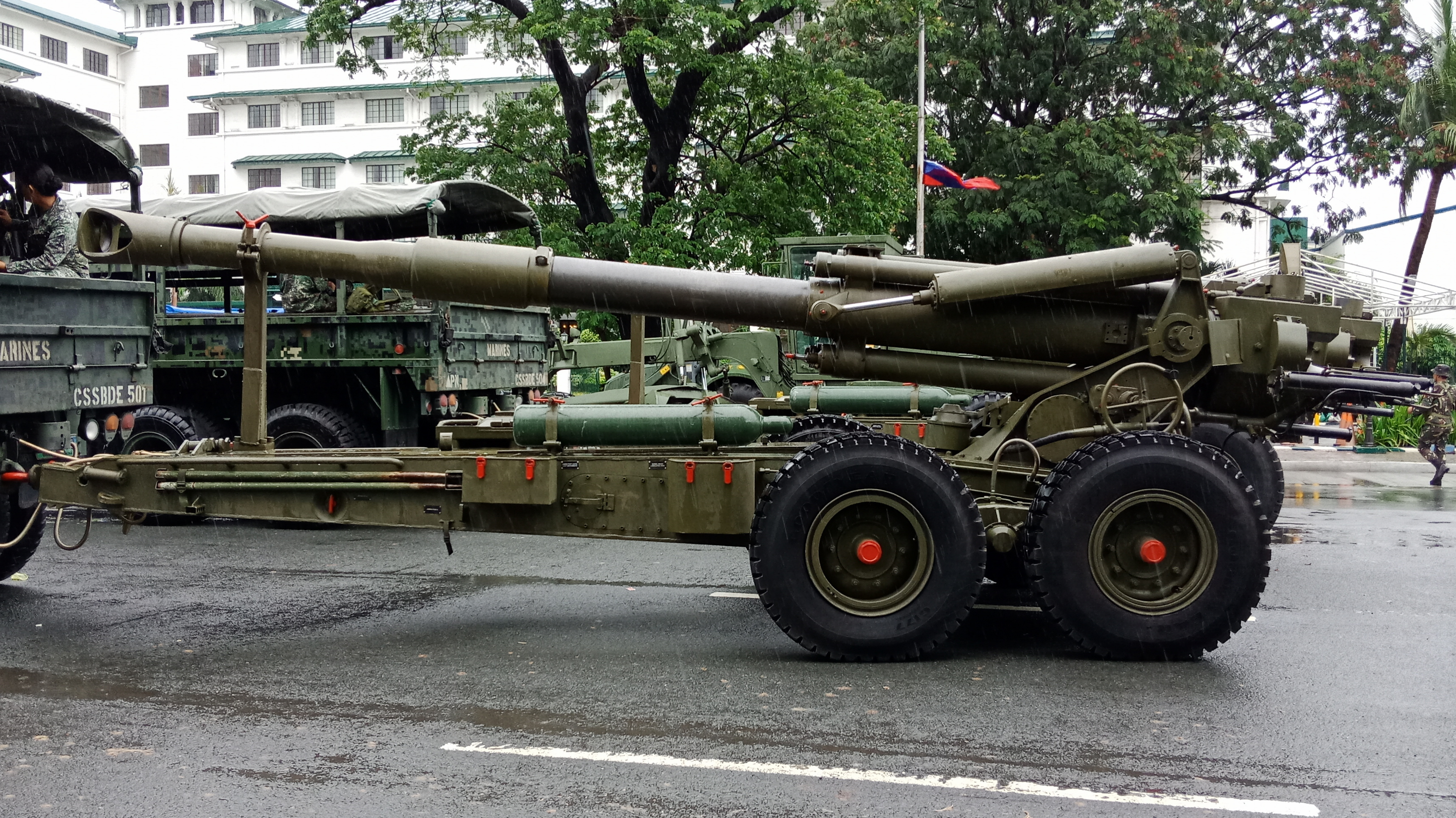
Un Soltam M-71 des Marines philippins en 2018 lors d'un défilé.

Depuis 2012, le corps de marines voit ses capacités augmenter avec l’acquisition de nouveaux matériels comme 8 blindés amphibies AAV-7 d'origine sud-coréenne en 2019 pouvant être déployé depuis les LPD de classe Tarlac et une batterie de 6 canons Soltam M-71 (en) de 155 mm achetés à Elbit Systems. Puis début 2020 est lancé le processus acquisition pour 702 RPG-7 et 30 mortiers de 81 mm.

## Le cas du BRP Sierra Madre
Le BRP Sierra Madre est un navire de la Marine philippine qui fut échoué volontairement au large du récif d'Ayungin dans les Îles Spratleys, au cœur la mer de Chine méridionale, en 1999. Il est depuis occupé par une dizaine de Marines philippins, qui se relaient tous les 5 mois afin d’affirmer les droits de souveraineté et de juridiction des Philippines sur l’ile face aux revendications chinoises. L’histoire du bâtiment et de ses occupants fut mise sous les projecteurs le 29 mars 2014, lorsque des journalistes purent prendre des images des gardes-côtes chinois tentant de barrer la route à un navire civil philippin apportant des vivres aux Marines du Sierra Madre.

## Équipements
L’acquisition de nouveaux matériels dans le cadre du plan de modernisation des forces 2012-2028 rattache de manière générale le corps des Marines aux programmes de l'Armée, tant et si bien que les Marines et l'Armée disposent d'équipements similaires. À l'instar donc de l'Armée le fusil standard en dotation est le Remington M4 et l'armement anti-blindés est renouvelé en 2019 avec des RPG-7 d'origine bulgare. De même, les marines philippins ont pris livraison d'une cinquantaine de camions KIA-450 en 2007.
Voici la liste des équipements lourds mis en œuvre par le PMC :
| Photo | Model             | Origine      | Version             | En serice | Commentaires                                                                               |
| ----- | ----------------- | ------------ | ------------------- | --------- | ------------------------------------------------------------------------------------------ |
|       | AAV7A1            | Corée du Sud | KAAV7A1             | 8         | Acquis en 2012                                                                             |
|       | LVT-5             | États-Unis   | LVTH-6              | 4         | Modernisés en 2006                                                                         |
|       | Cadillac Commando | États-Unis   | V-150               | 18        |                                                                                            |
|       | Cadillac LAV-300  | États-Unis   | V-300 APC V-300 FSV | 12 11     | 24 livrés au total en 1993. 11 équipés d'une tourelle de 90 mm et 12 transports de troupes |
|       | Soltam M-71       | Israël       | M-71                | 6         | Livrés en 2017                                                                             |
|       | M101              | États-Unis   | M101                | ~20       |                                                                                            |
|       | Mod 56            | Italie       | Mod 56              | ~20       |                                                                                            |
|       | BrahMos           | Inde         | BrahMos             | 0 (+3)    | 3 batteries achetées en 2022.                                                              |

## Bases
- Caserne Rudiardo Brown, Manille
- Caserne Gregorio Lim, Ternate
- Caserne Arturo Asuncion, Zamboanga
- Caserne Domingo Deluana, Tawi-Tawi
- Campement Teodulfo Bautista, Jolo

## Galerie

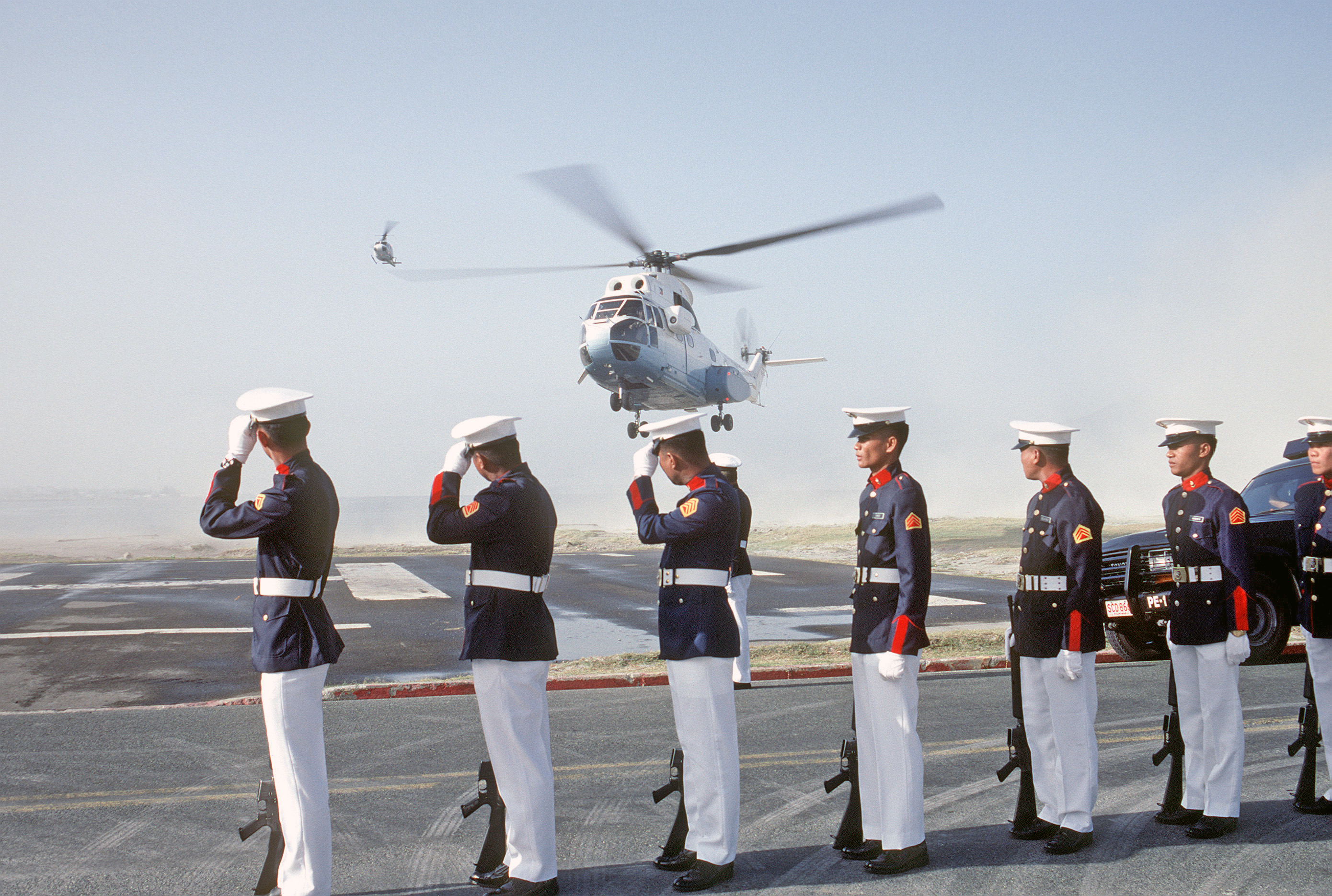
Garde d'honneur des Marines en 1992 lors de l’arrivée d'un SA-330 Puma transportant la présidente philippine Corazon Aquino
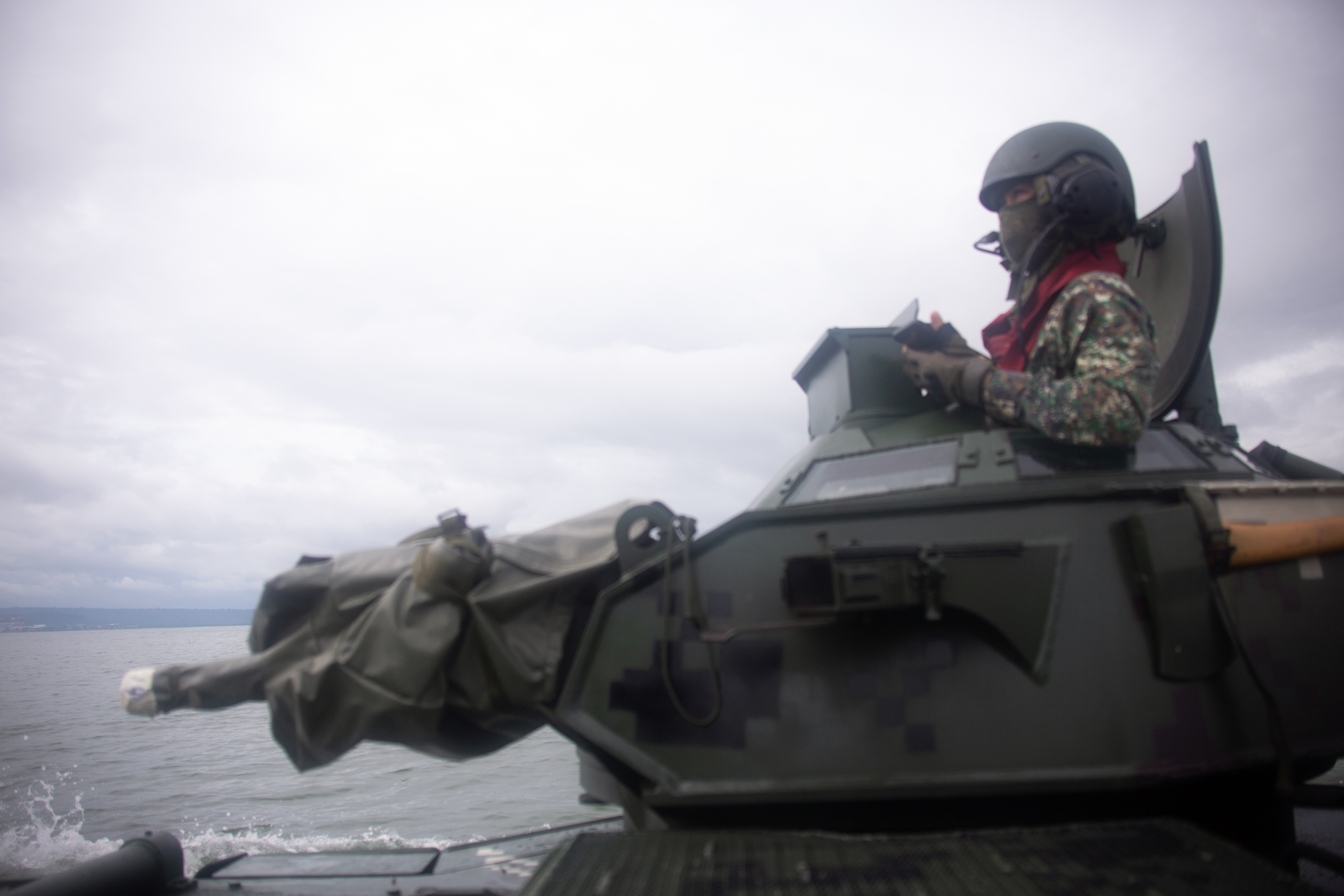
Un Marine sur la tourelle d'un AAV en 2019.
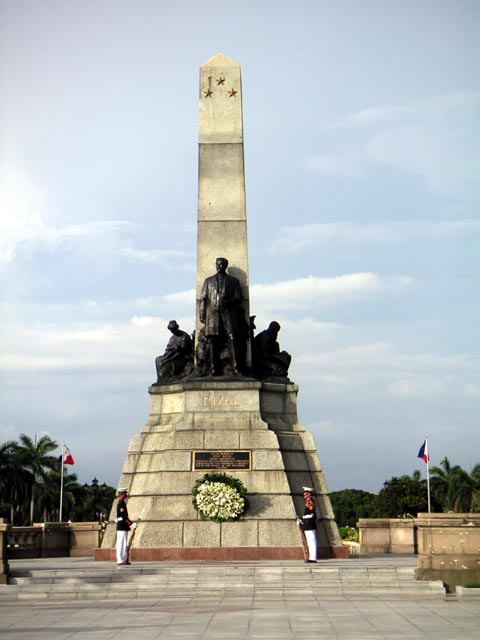
La garde d'honneur du Rizal Monument
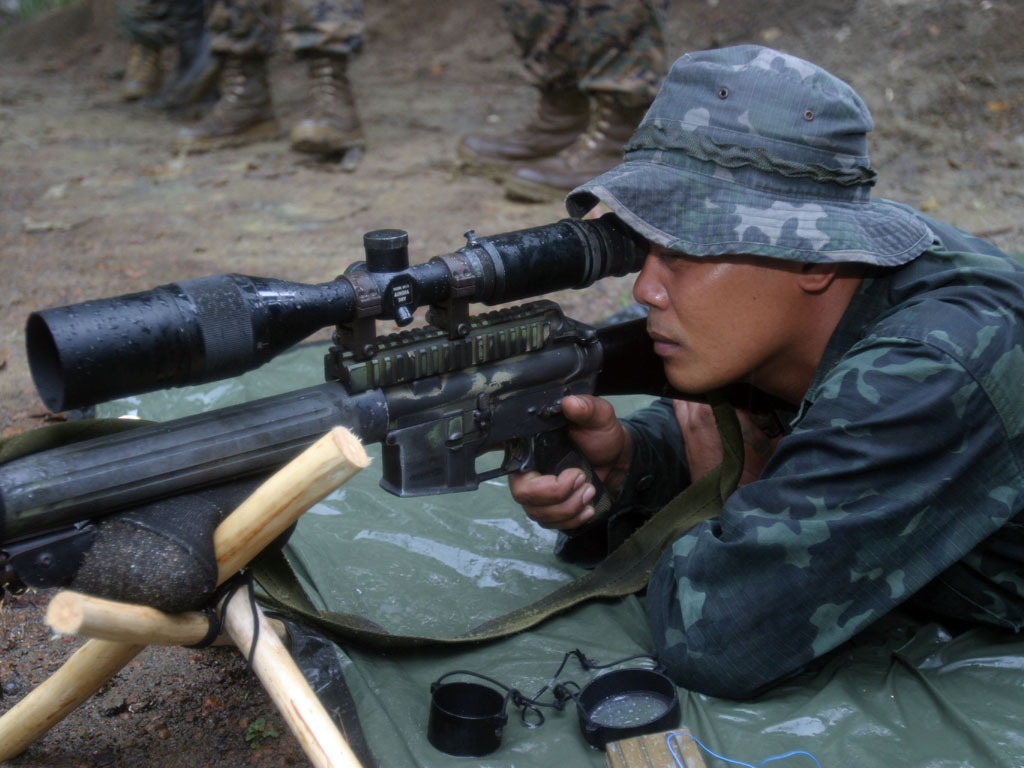
Un tireur d'élite du PMC en 2007 avec un Marine Scout Sniper Rifle (en), fusil de précision dérivé du M16A1
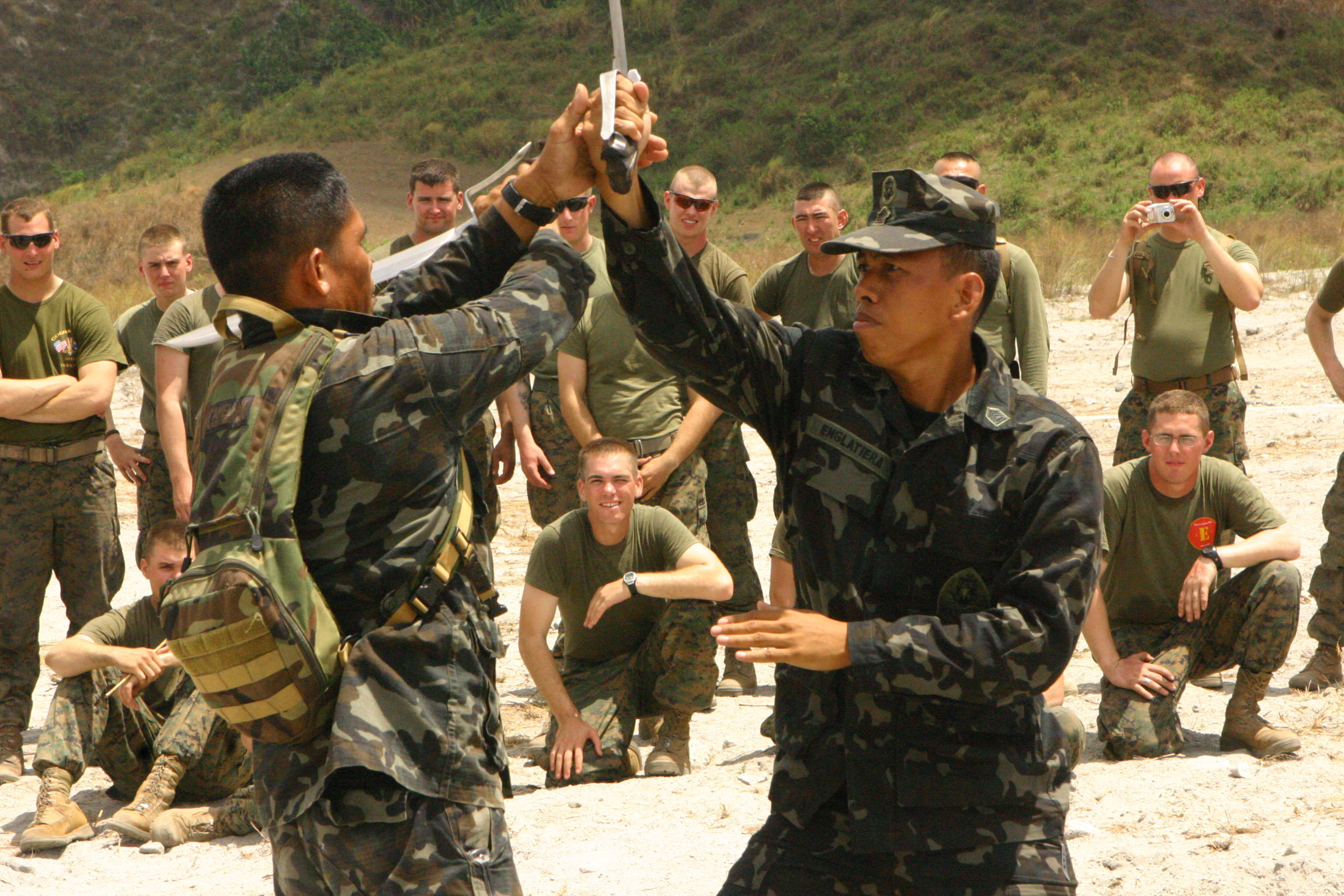
Démonstration d'art martiaux de deux Marines philippins devant des Marines américains, en 2010.